# Peracarpa carnosa
Peracarpa es un género monotípico de plantas  perteneciente a la familia Campanulaceae. Contiene una única especie: Peracarpa carnosa Hook.f. & Thomson. Es originaria del lejano este de Rusia extendiéndose por el Asia tropical.

## Descripción
Son plantas delicadas con rizoma rastrero, postradas, delgadas, ramificadas. Tallos erectos o recostados, rara vez se postran, de 4-25 cm de alto,  carnosos, glabros, ramificados o raramente poco ramificados en la base, a veces con enraizamiento en los nudos. Hojas apiñadas hacia el ápice del tallo, las lejanas hacia la base son más pequeñas; hoja abaxialmente verdes, a veces teñidas de púrpura, adaxialmente verdes, ovadas a orbiculares, 3-38 x 3-28 mm, membranosa o similar al papel, envés glabro o raramente pubescente,  la base truncada, subcordada o cordada, el margen plano, granuloso, aserrado, serrulado, a veces ciliado, con glándulas en cada seno, ápice redondeado, obtuso o agudo, a menudo mucronada; pecíolo 2-17 mm. Flores solitarias y axilares, rara vez 2-4 (-17) en un fascículo. Pedicelos delgados, de 2-70 mm. Hipantio obconico o obovoide, glabro. Corola de color blanco, azul, púrpura, o, a veces azul pálido, con forma de túnel acampanado, 3-10 mm, lóbulos lineales elípticas. Cápsula independiente, obovoide o ampliamente obovoide, raramente elipsoide, de 2.5 a 5.5 × 1,5-5 mm; pericarpio delgado, membranoso, prominentemente nervadas, distendido por semillas maduras. Semillas 10-16 por cápsula, marrón, finamente estriadas, oblongas, estrechamente oblongas, elipsoide, o fusiformes, de 1,7 mm. Fl. Mar-May, fr. Abril-noviembre. Tiene un número de cromosomas de 2 n = 30.

## Distribución y hábitat
Se encuentra en los bosques y rocas húmedas de arroyos; a una altitud de 1300-3800 metros en Anhui (Jinzhai), Chongqing (Jinfo Shan), Guizhou (Kaili), Hubei (Shennongjia), Jiangsu, Sichuan (Baoxing, Ebian, Emei), Taiwán, S Xizang (Yadong), W Yunnan, Zhejiang (Hangzhou); Bután, NE India, Japón, Corea (Cheju Do), N Birmania, Nepal, Papúa Nueva Guinea, Filipinas, Rusia (Sajalín), N Tailandia.

## Taxonomía
Peracarpa carnosa fue descrita por Hook.f. & Thomson  y publicado en Journal of the Linnean Society, Botany 2: 26. 1858.
Sinonimia
- Campanula carnosa Wall. in W.Roxburgh, Fl. Ind. 2: 102 (1824). basónimo
- Wahlenbergia ovata D.Don, Prodr. Fl. Nepal.: 156 (1825).
- Campanula ovata (D.Don) Spreng., Syst. Veg. 4(2): 78 (1827).
- Campanula circaeoides F.Schmidt ex Miq., Ann. Mus. Bot. Lugduno-Batavi 3: 195 (1867).
- Peracarpa circaeoides (F.Schmidt ex Miq.) Feer, Bot. Jahrb. Syst. 12: 621 (1890).
- Peracarpa luzonica Rolfe, Bull. Misc. Inform. Kew 1906: 201 (1906).[5][6]